# Hamm
Pour les articles homonymes, voir Hamm (homonymie).
Hamm est une ville allemande traversée par la Lippe en Westphalie qui forme la partie nord-est du Land de Rhénanie-du-Nord-Westphalie. Elle compte environ 180 000 habitants et est une des 15 plus grandes cités de Westphalie.  
Elle fait partie des villes de la Hanse et est anciennement de tradition calviniste. Hamm possède cependant quelques faubourgs, qui font partie de la municipalité depuis 1975 et qui sont traditionnellement catholiques, comme les arrondissements de Bockum-Hövel et Rhynern. Bockum-Hövel se situe dans le pays de Münster. Rhynern est reconnue dans la région comme une banlieue aisée.

## Histoire
| Appartenances historiques Comté de La Marck 1226-1806 Grand-duché de Berg 1806-1813 Royaume de Prusse (Province de Westphalie) 1815-1918 République de Weimar 1918-1933 Reich allemand 1933-1945 Allemagne occupée 1945-1949 Allemagne 1949-présent |

Hamm a été fondée en mars 1226 par le comte Adolphe Ier de La Marck (c. 1182? - 28 juin 1249. Dans les années 1198 et 1199, son père a fondé le château de Marck - aujourd'hui quartier Marck à Hamm - pour son fils qui y vécut jusqu'à sa mort le 28 juin 1249. Le château fort donna son nom à la future ville. Le comté de Mark s´étendait sur 2 225 km2 entre la Lippe et l´Agger.
Le comte Friederich von Altena-Isenberg (1193 † 15 novembre 1226 ) était en conflit avec l´évêque de Cologne du fait qu'à cette période l´Eglise et les comtes d´Altena voulaient chacun agrandir leur pouvoir sur leur région. Le conflit s'aggrava lorsqu'on attenta à la vie de l’évêque de Cologne, et que l'on sut que le comte Friederich von Altena-Isenberg était impliqué dans l'attentat. Le comte fut condamné à mort et la ville de Nienbrügge fut complètement détruite. L'ensemble des citoyens de Nienbrügge perdirent leur domicile et leurs biens.
Le comte Adolf I. von der Marck décida de construire dès lors de nouveaux foyers pour la population qui devint sans abri. C´est pourquoi il reconstruisit la ville de Nienbrügge sur ses propres ruines. Cette ville qu´il avait projetée se trouvait, comme l´ancienne ville de Nienbrügge, au confluent des rivières Lippe et Ahse qui devaient la protéger en plus. Comme on nommait un terrain qui se trouvait entre deux fleuves « Hamme », cette nouvelle ville aussi a reçu ce nom du comte Adolf I. von der Marck.
Avec le temps, le nom « Hamme » a changé et le nom « Hamm » est resté. Encore aujourd'hui, près de 800 ans après la fondation de la ville, le mercredi des Cendres le 4 mars 1226, elle porte ce nom historique.
Lorsqu'éclate la Révolution française, Louis-Stanislas-Xavier de France, comte de Provence, et son frère puîné, le comte d’Artois, le futur roi Charles X, parviennent à s'enfuir au-delà des frontières françaises et trouvent refuge d'abord un peu partout en Europe du Nord puis en décembre 1792 à Hamm, où on l'assure de la protection du Roi de Prusse Frédéric-Guillaume II. Ils logent à Hamm dans la "Nassauer Hof" (Cour de Nassau). C'est à Hamm que les deux frères apprennent la mort de Louis XVI le 21 janvier 1793. Le fils de celui-ci, Louis XVII, est alors considéré par les royalistes comme le nouveau chef d'état. Le comte de Provence s'empresse de s'autoproclamer régent à Hamm par la "Déclaration du Régent de France“ (ou "Déclaration de Hamm") le 28 janvier 1793. Le comte d'Artois restera à Hamm jusqu'en 1794, date à laquelle il obtiendra la permission de s'établir en Angleterre, tandis que le comte de Provence, devenu régent à la mort de Louis XVI, quitta Hamm en novembre 1793 pour se rendre en Italie.
Pendant la Seconde Guerre mondiale, Hamm, au cœur du complexe militaro-industriel de la « poche » de la Ruhr, groupe les tsiganes, le 17 octobre 1939, dans un camp d’internement, rue Hafen, avant d'être déportés à Auschswitz, Sachsenhausen, Buchenwald, Ravensbrück, Dachau et Neuengamme, dont quatre-vingt-quinze sont connus nominativement. La ville est détruite à 60 %, encerclée permettant la capture de centaines de milliers d'hommes de la Wehrmacht.

## Tourisme

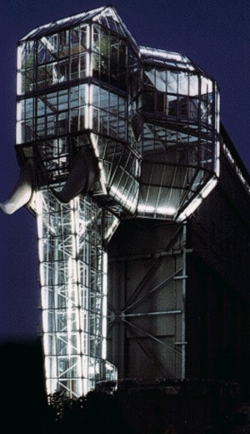
L'éléphant en verre à Hamm.

### Maximilianpark Hamm
Le « Maxipark » est un jardin public pour s’amuser avec toute la famille. Il s'étend à l'endroit de l'ancienne mine de Maximilian. Pour cette raison il s'appelle « Maximilianpark ».
400 000 visiteurs visitent annuellement le parc. C'est la plus grande maison pour papillons en Rhénanie-du-Nord-Westphalie avec 600 m2. Il y a beaucoup de sentiers pour se promener et quand on veut s’asseoir, il y a une salle avec un programme pédagogique et écologique. La longueur des chemins est de 6 km.
Pour des enfants, il y a beaucoup de choses pour jouer. Il existe aussi un musée de chemin de fer. Le théâtre d’enfants, les concerts ou les cabarets ont lieu dans les grands bâtiments. Le symbole de Hamm et du parc est un éléphant en verre qui mesure 40 m de hauteur.

Il a fallu 30 mois pour construire le parc, d'une étendue de 56 000 m2.

#### L’éléphant en verre
L’éléphant en verre (Glaselefant) est l'emblème de Hamm. Il se trouve sur le terrain du Maxipark dont il est le centre. L’éléphant est le plus grand bâtiment au monde représentant un animal.
L’éléphant en verre a été construit en 1984 pour la première exposition horticole en Rhénanie du Nord-Westphalie. L’architecte en est l’artiste Horst Rellecke.
Au début, les organisateurs avaient décidé de détruire l’ancien lavoir à charbon de la mine Maximilian, mais un groupe d’artistes constitué autour du galeriste Kley de Hamm a sauvé le bâtiment âgé pour le consacrer à l’art, dont c'est toujours actuellement l'utilisation la plus importante. Au dernier étage, il y a un jardin tropique avec des sculptures cinétiques de l’artiste Rellecke lui-même. C’est une exposition permanente, mais quelques sculptures ont quitté le parc pour une tournée.
Au premier étage, il y a un espace pour les expositions d’autres artistes. D’autres utilisations sont des projets (par exemple des expériences de chimie pour élèves). Les jeunes couples y ont la possibilité de célébrer leur mariage.

### Le temple Sri Kamadchi Ampal à Uentrop

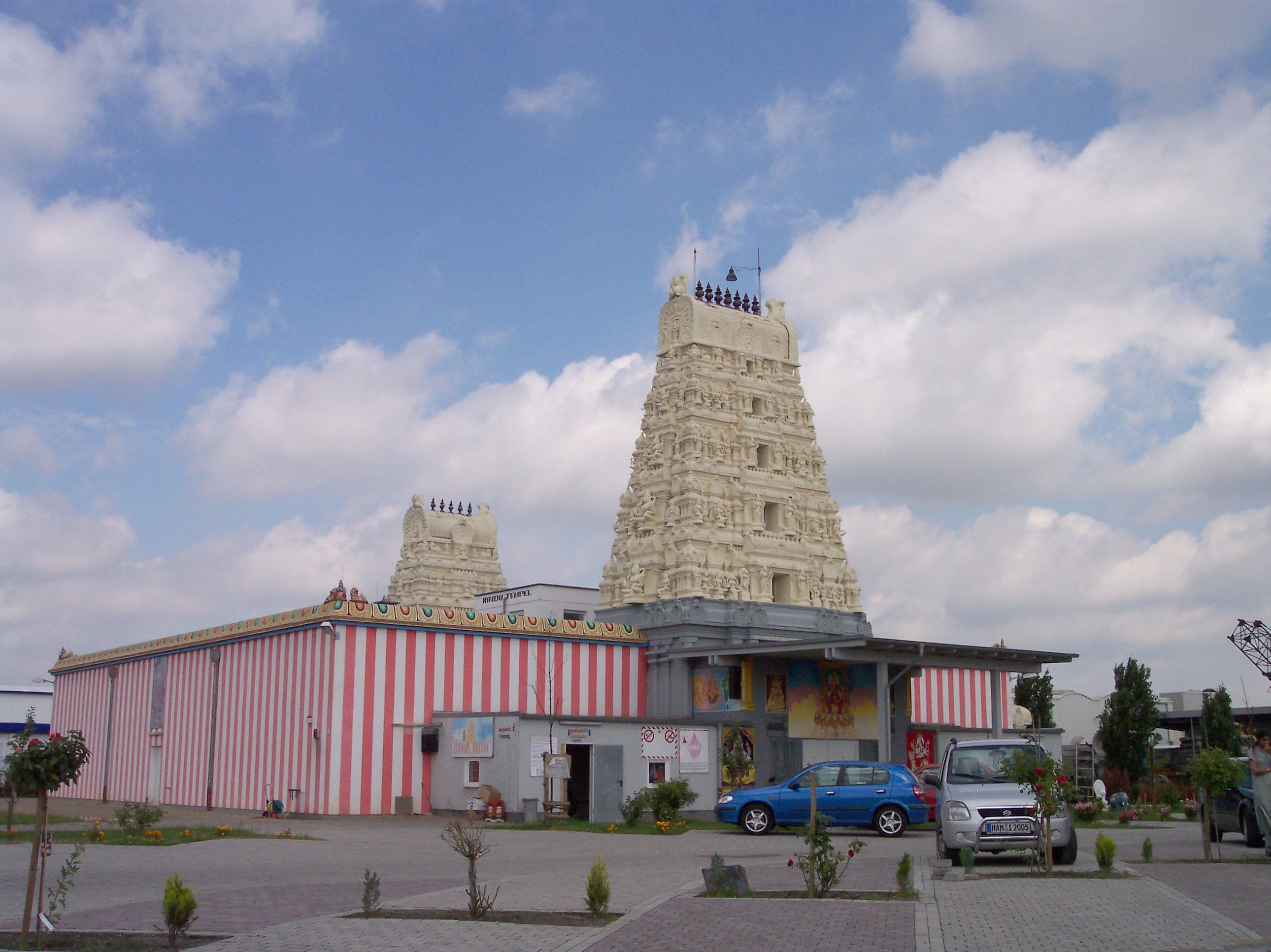
Le temple Sri Kamadchi Ampal à Hamm.

Le temple Sri Kamadchi Ampal existe depuis 1989, mais en 1997, il a été transféré à Uentrop, à l'est de Hamm. .
En 1983, 10 000 tamouls ont quitté le Sri Lanka à cause du conflit entre la minorité tamoule et la majorité cingalaise.
On compte en Allemagne environ 60 000 Sri Lankais, dont 45 000 hindous. En 2002, neuf dieux planétaires et d'autres dieux sont installés dans le temple.
L'espace occupé est de 700 m2 et le centre du temple, influencé par l'architecture du sud de l'Inde, a 17 m de hauteur.
Actuellement, il est le plus grand temple tamoul en Europe. Son coût de construction a été de deux millions d'euros.

### La gare

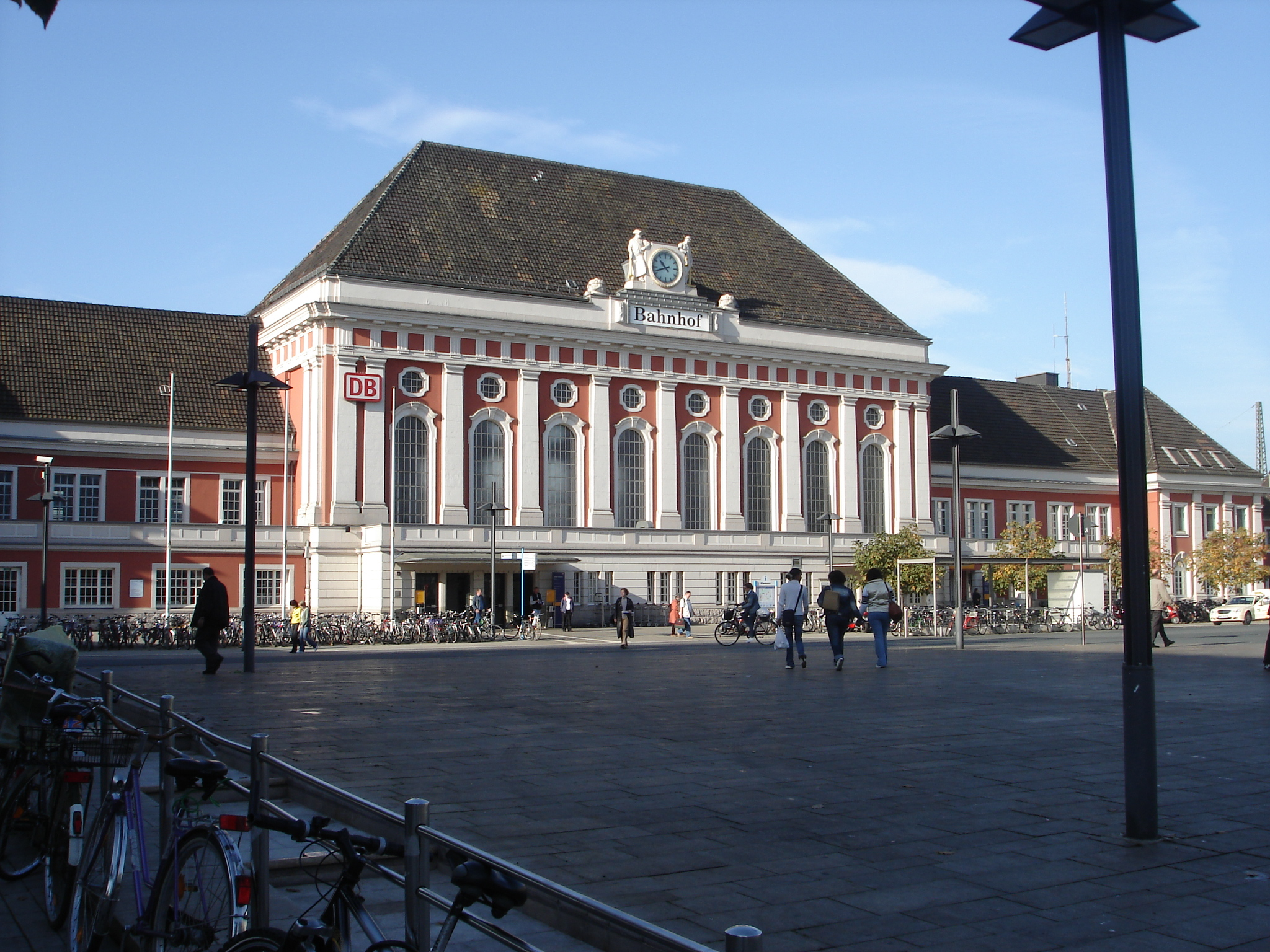
La gare de Hamm.

En 1847, la première gare de Hamm a ouvert ses portes, rapidement suivie par l'expansion des voies ferroviaires.
À partir de 1860, la gare devenait un nœud important du réseau ferroviaire en Allemagne à cause de l'explosion du trafic de marchandises et de personnes résultant de l'industrialisation.
Lors de la Seconde Guerre mondiale, la gare de Hamm était un but important des attaques aériennes. 1 131 personnes furent tuées et la ville détruite à 80 %.
La gare de Hamm est également une des plus belles gares d'Allemagne. Elle est la première gare allemande qui a reçu l'Europa-Nostra-Diplom, pour la qualité de sa restauration.

### Radbod

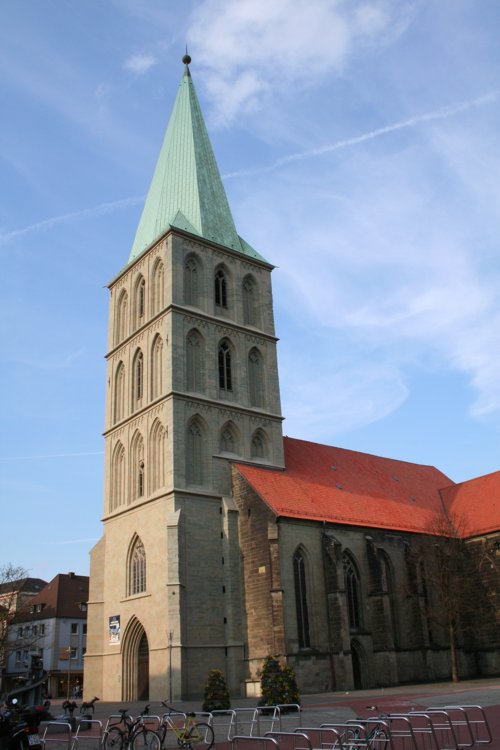
Pauluskirche Hamm.

Radbod est une ancienne mine. Avec l’aide de la fondation « Industriedenkmalpflege », il y a encore les chevalements de mine au-dessus des deux puits. Ainsi, elle est un symbole important des racines et de la tradition minières de la ville de Hamm et surtout pour le district de Bockum-Hövel.
La mine ancienne témoigne donc de l'ère de l’industrialisation à Hamm. En plus, il y a la possibilité de visiter l'ancienne mine.

### Pauluskirche
C'est la plus grande église de Hamm qui a été construite vers 1226, année de la fondation de la ville. Elle a souvent été détruite par des incendies, ce qui explique que sa forme a beaucoup changé au cours du temps. Par exemple, le clocher a déjà été de style baroque.
La plus grande catastrophe fut la Seconde Guerre mondiale : à la fin de celle-ci, les bombes alliées ont complètement détruit la Pauluskirche. Après la guerre ont commencé les travaux de reconstruction de l’église qui se sont achevés dans les années 1960. Elle possède également un orgue Rudolf von Beckerath de 1967.
Aujourd’hui, c’est un lieu de recueillement et son parvis est occupé par des marchés et des concerts.

## Loisirs

### Allee-Center

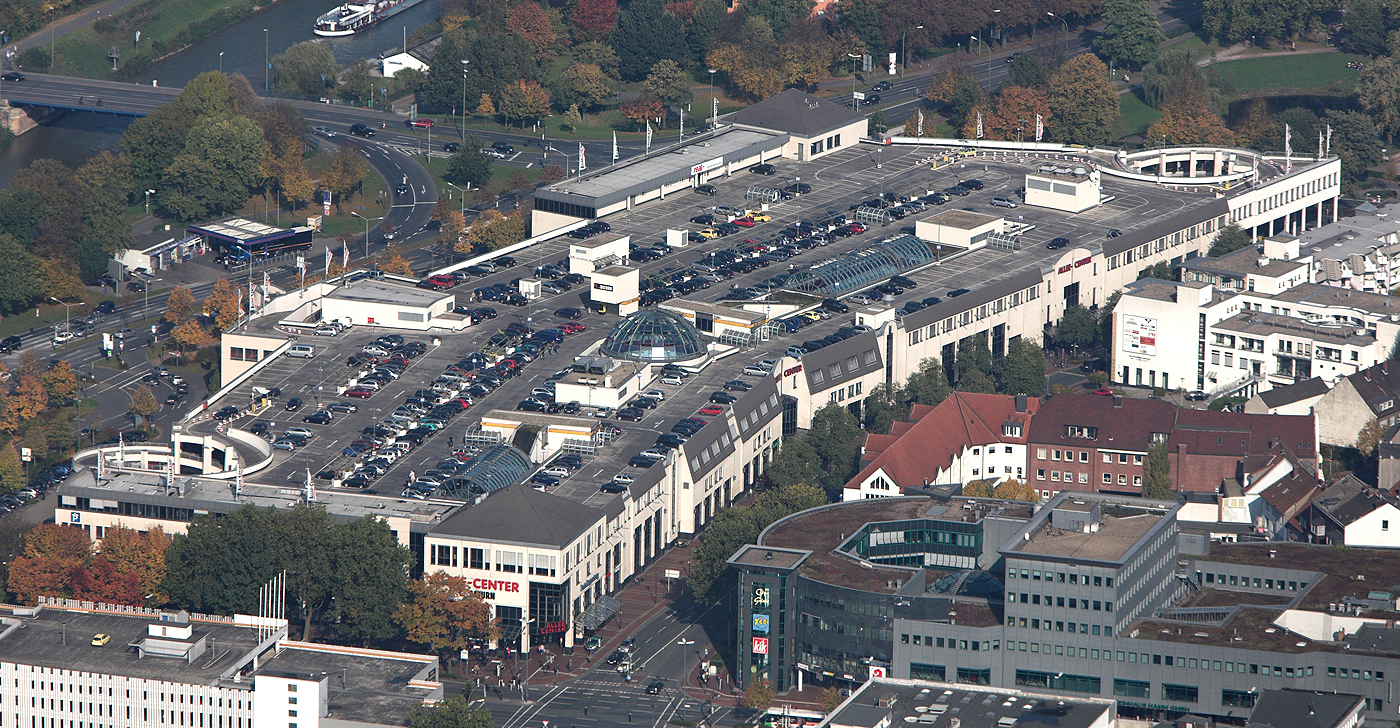
Vue aérienne de l'Allee-Center Hamm.

L’Allee-Center à Hamm a ouvert le 5 mars 1992. Il s’étend sur l’ancien site de la brasserie Isenbeck, démolie en 1990.
L’adresse est Richardt-Matthaei-Platz 1, 59065 Hamm. Il faut deux minutes à partir de là, pour aller à la gare et à la zone piétonne. L’Allee-Center a un grand parking à étages et il est facilement accessible avec les transports en commun.
L’Allee-Center a une superficie de 21 000 m2. Dans l’Allee-Center il y a 89 magasins.
Il y a des magasins pour acheter des vêtements et des chaussures, des magasins spécialisés dans l'électroménager, des restaurants et des cafés, des drogueries, des supermarchés, des bijoutiers et des coiffeurs.
Dans l’Allee-Center, il y a des événements publics comme des fêtes et des « Flashmobs ». Des chanteurs ou des chanteuses célèbres font des petits concerts, comme Helene Fischer.

### MaxiIce et MaxiBowl
À Hamm, il y a une patinoire et un bowling. À la patinoire, on peut prendre des cours pour apprendre le patinage. Les entraîneurs sont spécialisés dans le patinage pour les enfants.
On peut y fêter son anniversaire. Les classes de l’école peuvent aussi s’amuser à la patinoire. Dans le hall, il y a 10 écrans et 4 pistes de bowling.
On peut manger dans la ICEBAR ou dans un restaurant. En mangeant, on peut regarder la télé et voir les enfants qui font du patinage ou les enfants qui font du bowling.

### Le Cineplex
À Hamm, il y a une grande variété d’activités, par exemple le « Cineplex », le cinéma de la ville, qui a sept salles, avec 1 867 places assises. On peut y voir les films les plus récents et aussi des films en 3D. Le cinéma se trouve au cœur de Hamm ; il a un parking à étages et beaucoup de places de stationnement gratuites pour les vélos.

### Le Maximare
Une autre attraction qui n’est pas seulement très en vogue chez les habitants de Hamm est le « Maximare » qui se trouve à l’est de Hamm. C’est une piscine riche en aventures et particularités. Le « Maximare » se compose de deux grandes parties. La première partie est pour les enfants, les jeunes et les familles et s’appelle « Aquawelt ». Dans cette partie, il y a un toboggan et un canal de torrent, un bassin de vagues avec des aquariums subaquatiques, un jacuzzi, un bassin pour les petits enfants, une fontaine de jouvence, un bassin avec eau salée avec des tayères de massage et de la musique subaquatique, un bassin avec un canal de courant, un bassin de sport et un restaurant. La deuxième partie est la partie de bien-être. Il y a un grand choix de massages et beaucoup de différents saunas. Au « Maximare », on peut aussi fêter son anniversaire ou suivre des cours. Dans le foyer, il y a un café et un magasin avec des collections de maillots de bain.

## Sport

### HSG Ahlen-Hamm
La Handballsportgemeinschaft Ahlen-Hamm est un club allemand, fondé en 2010, qui joue dans la Toyota Handball-Bundesliga. C’est une coopération de l’Ahlener SG et de l’ASV Hamm. L'Ahlener SG et l'ASV Hamm jouaient en deuxième division allemande avec pour objectif de monter en première division, la Toyota Handball-Bundesliga. À la fin de la saison 2010/2011, l’ASV Hamm monte en première division. Puis les deux clubs fusionnent, pour des raisons financières et des raisons locales, pour former la HSG Ahlen-Hamm. L'Ahlener SG reçoit alors le droit de jouer.

La HSG Ahlen-Hamm joue dans la Maxipark-Arena Hamm.

La jeunesse de la HSG Ahlen-Hamm joue dans la Friedrich Ebert-Halle en Ahlen.

### Sports aquatiques
À Hamm il y a 6 clubs de canoë, le Kanu-Verein Hamm e.V., le Kanu-Ring e.V. Hamm, le KC Hamm 48e.V., le Kanu-Club Heessen e.V., le Kanu-Verein Werries e.V. et le KV45 Herringen e.V. Le Kanu-Verein Hamm e.V. en est le plus grand et le plus ancien. Il a 206 membres et il existe depuis 1926.
Le Kanu-Ring e.V. Hamm est une fusion des clubs suivants : le Kanu-Club 48 Hamm e.V., le Kanu-Verein Hamm et le Paddelklub Hamm en février 1972. En 1975, le DJK Wassersport Hamm et en 1978, le Kanu-Club Heessen les rejoignent.

### Fistball
À Hamm, il y a un club de fistball, le TV-Westfalia Hamm. Il a été fondé le 30 août 1891. Le TV-Westfalia Hamm se trouve à côté du parc zoologique au sud de Hamm.
Le TV-Westfalia Hamm est couronné de succès. Aussi bien l'équipe féminine que l'équipe masculine évoluent en deuxième division.

## Jumelages
- Afyonkarahisar (Turquie)
- Bradford (Royaume-Uni)
- Kalisz (Pologne)
- Mazatlán (Mexique)
- Oranienbourg (Allemagne)
- Chattanooga (États-Unis)
- Santa Monica (États-Unis)
- Toul (France) depuis le 19 juillet 1987
- Neufchâteau (France) est jumelée depuis 1967 avec l'ancienne commune de Herringen, devenue quartier de Hamm en 1968.

## Personnalités nées à Hamm
- Kurt Gerstein (1905 - 1945), ingénieur allemand à Hamm lors de sa mise à pied
- Friedrich Wilhelm Jerrentrup (de) (1920 - ), avocat allemand.
- Ilse Hirsch (en) (1922 - ), soldat nazi[2].
- Otmar Alt (1940 - ), artiste.
- Bernard Dietz (1948 - ), footballeur.
- Mike Hanke (1983 - ), footballeur.
- Horst Hrubesch (1951 - ), footballeur.
- Leonard Lansink (1956 - ), acteur.
- Harro Magnussen (1861 - 1908), sculpteur.
- Joachim Masannek (1960 - ), auteur.
- Everard Otto (1685-1756), jurisconsulte, professeur d'université et écrivain.
- Dženis Burnić (1998-), footballeur.